# Demokratische Alternative
Die Demokratische Alternative (finnisch: Demokraattinen Vaihtoehto (DeVa)) war eine finnische kommunistische Partei, die von 1986 bis 1990 bestand. 

## Geschichte
Die Demokratische Alternative bildete sich aus dem streng-marxistischen Flügel der Kommunistischen Partei Finnlands bzw. seiner parlamentarischen Organisation, der Demokratischen Union des Finnischen Volkes, der 1986 die Kommunistische Partei Finnlands (Einheit) gegründet hatte. 1987 nahm sie als die parlamentarische Organisation der Kommunistischen Partei Finnlands (Einheit) an den Parlamentswahlen teil und erreichte ein Ergebnis von 4,2 %. Die DeVa stellte daraufhin mit Marjatta Stenius-Kaukonen, Ensio Laine, Marja-Liisa Löyttyjärvi und Esko-Juhani Tennilä vier Abgeordnete im finnischen Parlament. Außerdem stellte die Partei bei der Präsidentschaftswahl mit Jouko Kajanoja einen eigenen Kandidaten auf, der 1,44 % der Stimmen erhielt. Bei den Kommunalwahlen 1988 hatte die DeVa in den Gemeinden Karkkila (19,6 %) und Nokia (15,5 %) die größten Erfolge einfahren können. Die Demokratische Alternative arbeitete mit der Sozialistischen Arbeiterpartei, einer linken Abspaltung der Sozialdemokratischen Partei, die bei der Parlamentswahl Kandidaten in der DeVa-Liste besaß, zusammen.
1990 ging die DeVa im neugegründeten Linksbund auf.

## Wahlergebnisse

### Ergebnisse bei Parlamentswahlen
| Jahr | Abgeordnete | Stimmen | Prozent |
| ---- | ----------- | ------- | ------- |
| 1987 | 4           | 122.181 | 4,24    |

### Ergebnisse bei Kommunalwahlen
| Jahr | Mandate | Stimmen | Prozent |
| ---- | ------- | ------- | ------- |
| 1988 | 127     | 62.154  | 2,36    |

## Parteivorsitzende
Die DeVa hatte zwischen 1986 und 1990 drei Parteivorsitzende. Mit der Wahl Kristiina Halkolas am 7. Dezember 1986 zur Parteivorsitzenden wurde erstmals in der Geschichte Finnlands eine Frau Parteivorsitzende einer größeren Partei.
- Leo Suonpää (1986)
- Kristiina Halkola (1986–1989)
- Marja-Liisa Löyttyjärvi (1989–1990)